# Ochodaeus thalycroides
Ochodaeus thalycroides är en skalbaggsart som beskrevs av Edmund Reitter 1893. Ochodaeus thalycroides ingår i släktet Ochodaeus och familjen Ochodaeidae. Inga underarter finns listade i Catalogue of Life.